# Proavis
O proavis é um réptil hipotético que explicaria a evolução dos répteis em aves. Hoje em dia, o proavis é considerado uma ideia ultrapassada, já que a grande maioria dos estudiosos considera que as aves evoluíram de dinossauros terópodes.
Seu aspecto seria o de um lagarto com penas na cauda e parte posterior das quatro patas, que planava entre as árvores. Ele poderia ser considerado o "elo perdido" entre aves e répteis, ainda que o mais aceito hoje em dia seja que as aves evoluíram de répteis bípedes, e não quadrúpedes, como é o caso do proavis.

## Histórico
O termo "Proavis" foi cunhado pela primeira vez, embora sob a forma "Pro-Aves", por  English osteologist e zoologist William Plane Pycraft em "The Origin of Aves ", artigo de 1906 publicado na revista  Knowledge and Scientific News .